# Liwje
Liwje (biał. Ліўе, Liuje; ros. Ливье, Liwje) – wieś na Białorusi, w obwodzie mińskim, w rejonie dzierżyńskim, w sielsowiecie Niehorele.

## Historia
W XIX i w początkach XX w. położone było w Rosji, w guberni mińskiej, w powiecie mińskim, w gminie Zasule.
Po I wojnie światowej pod administracją polską, w Zarządzie Cywilnym Ziem Wschodnich, w okręgu mińskim, w powiecie mińskim, w gminie Zasule. Mieściła się tu placówka 32 Batalionu Celnego.
W wyniku postanowień traktatu ryskiego znalazło się w granicach Związku Sowieckiego. W okresie międzywojennym położone było przy granicy z Polską. W latach 1932–1937 w Polskim Rejonie Narodowym im. Feliksa Dzierżyńskiego. Od 1991 w niepodległej Białorusi.